# Industrijske biljke
industrijske biljke (industrijsko bilje), naziv za sve one biljke koje se koriste u prerađivačkim industrijama, poimence u prehrambenoj i tekstilnoj, te u indistriji ljekova. 
U tekstilnoj industriji značajne su pamuk, lan, juta, sisal, i danas gotovo zaborabvljena konoplja. Za prehrambenu indistriji značaj imaju uljarice, među kojima suncokret i uljana repica,  nadalje šećerna trska, sezam, cikorija, te u proizvodnji ljekova i čajeva: kamilica, kadulja, lavanda, metvica, sljez